# Stelle principali della costellazione dello Scultore
Segue un prospetto delle stelle principali della costellazione dello Scultore, elencate per magnitudine decrescente.